# Darmsheim
Darmsheim ist ein Stadtteil von Sindelfingen im baden-württembergischen Landkreis Böblingen.

## Geographie
Darmsheim liegt etwa 4,5 km westsüdwestlich von Sindelfingen auf einer Höhe von 425 m ü. NN und hat 4402 Einwohner (Stand: 30. November 2024).
Nachbarorte sind Maichingen und Döffingen im Norden, Aidlingen im Westen, Ehningen im Süden und Dagersheim sowie die Kernstadt Sindelfingen im Osten. Maichingen gehört heute wie Darmsheim zu Sindelfingen, Dagersheim zu Böblingen, und Döffingen bildet mit Dätzingen die Gemeinde Grafenau. Die Ausdehnung von Darmsheim und Dagersheim im Wirtschaftsboom der Nachkriegsjahre führte dazu, dass die Bebauung von Darmsheim und Dagersheim zusammengewachsen ist.
Durch Darmsheim fließt die Schwippe. Ein aufgelassener Steinbruch im Ort wurde zum Park im Aibachgrund umgestaltet und ist zugleich ein ausgewiesenes Geotop. Aus einem weiteren Steinbruch am Ortsrand wird Muschelkalk-Gestein gefördert.

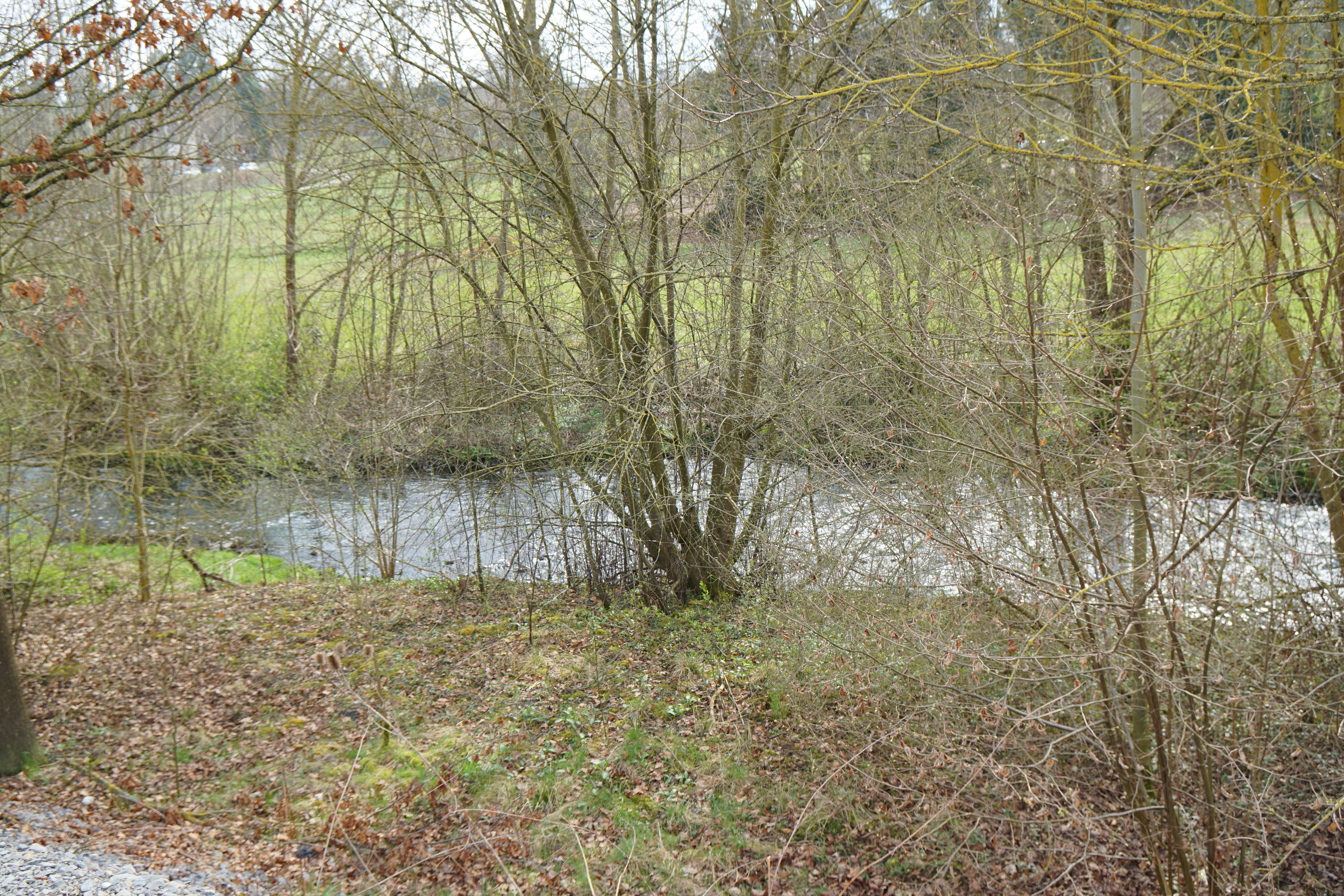
Schwippe bei Döffingen
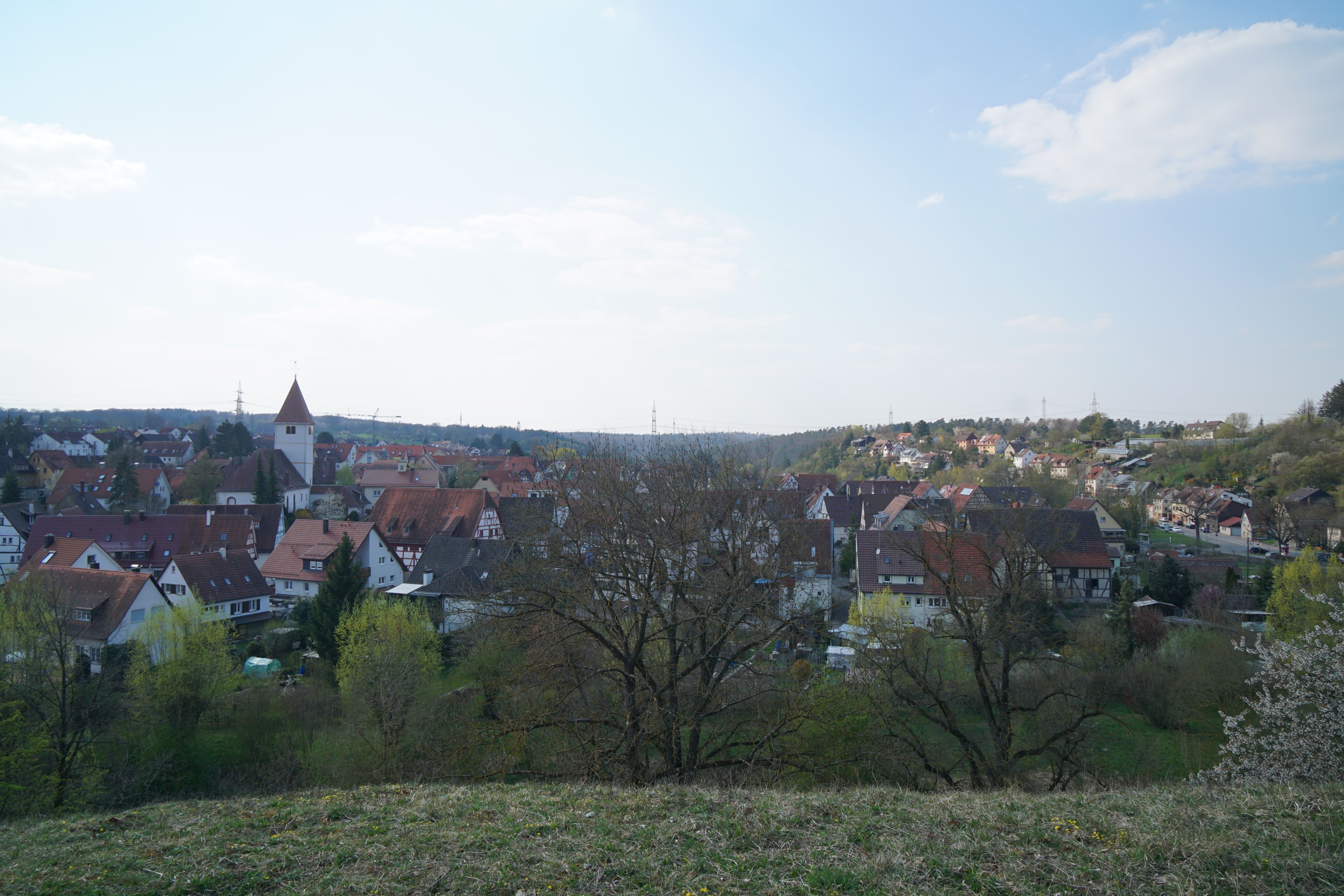
Darmsheim vom Dagersheimer Berg aus
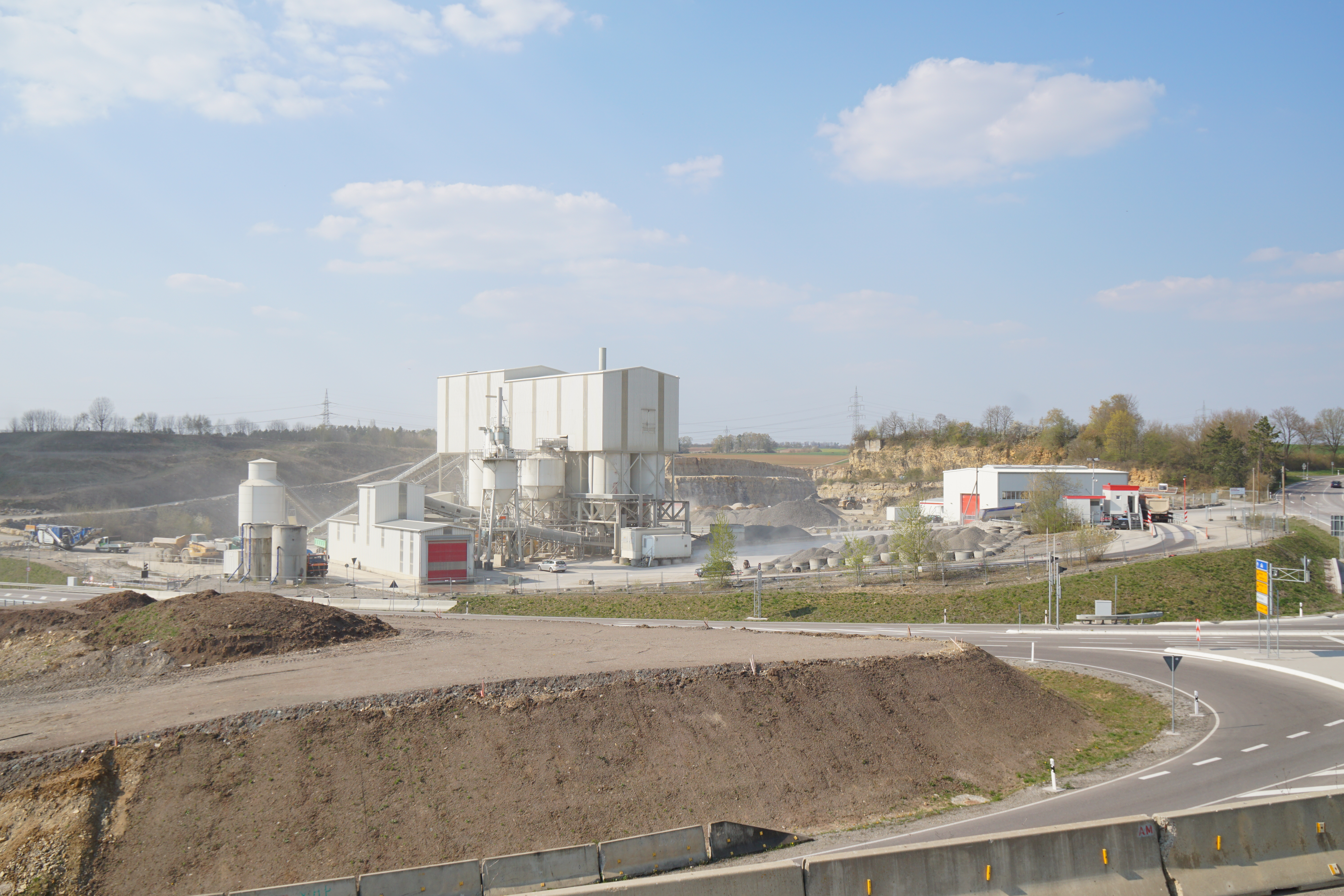
Steinbruch bei Darmsheim
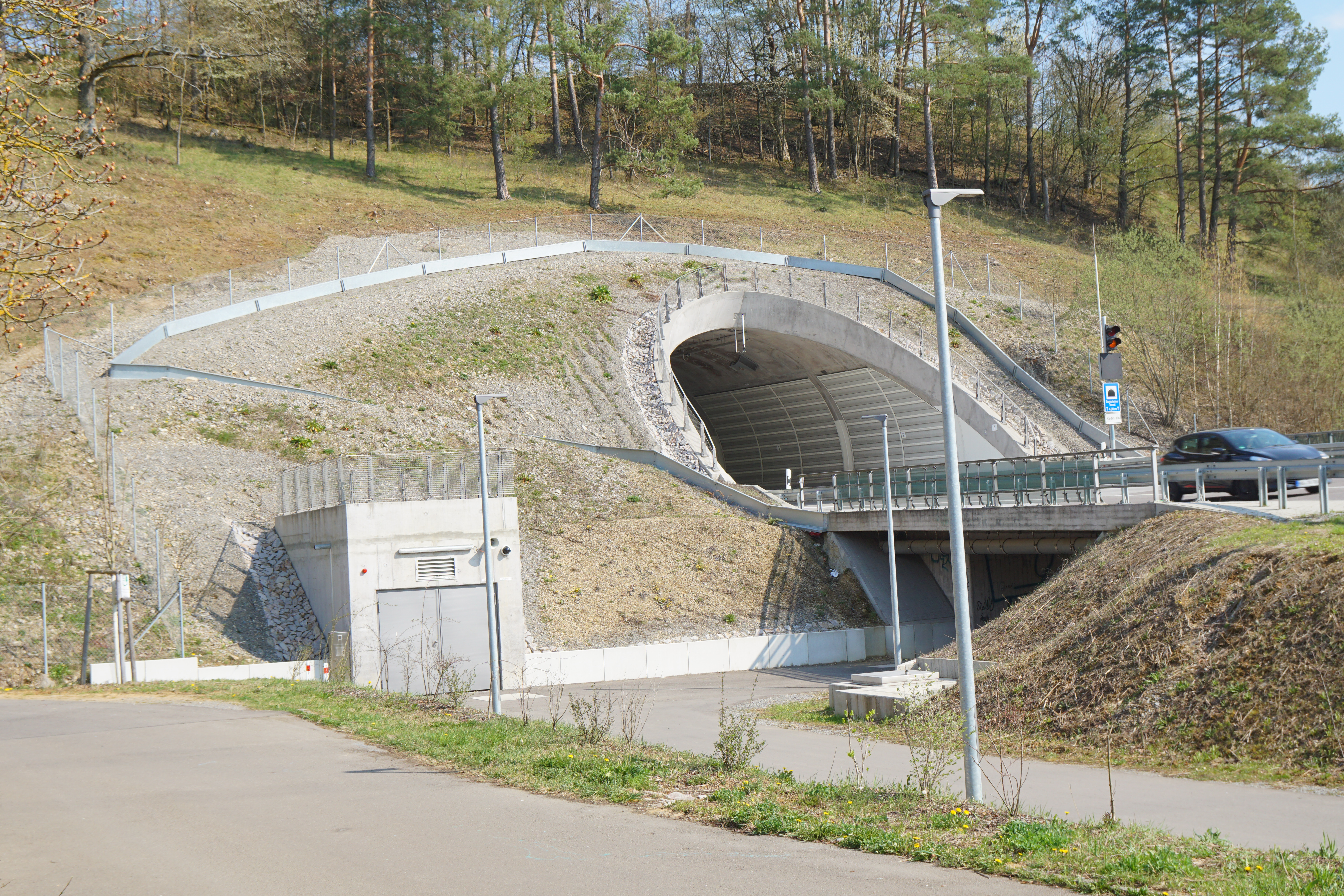
Tunnel und Nordumfahrung
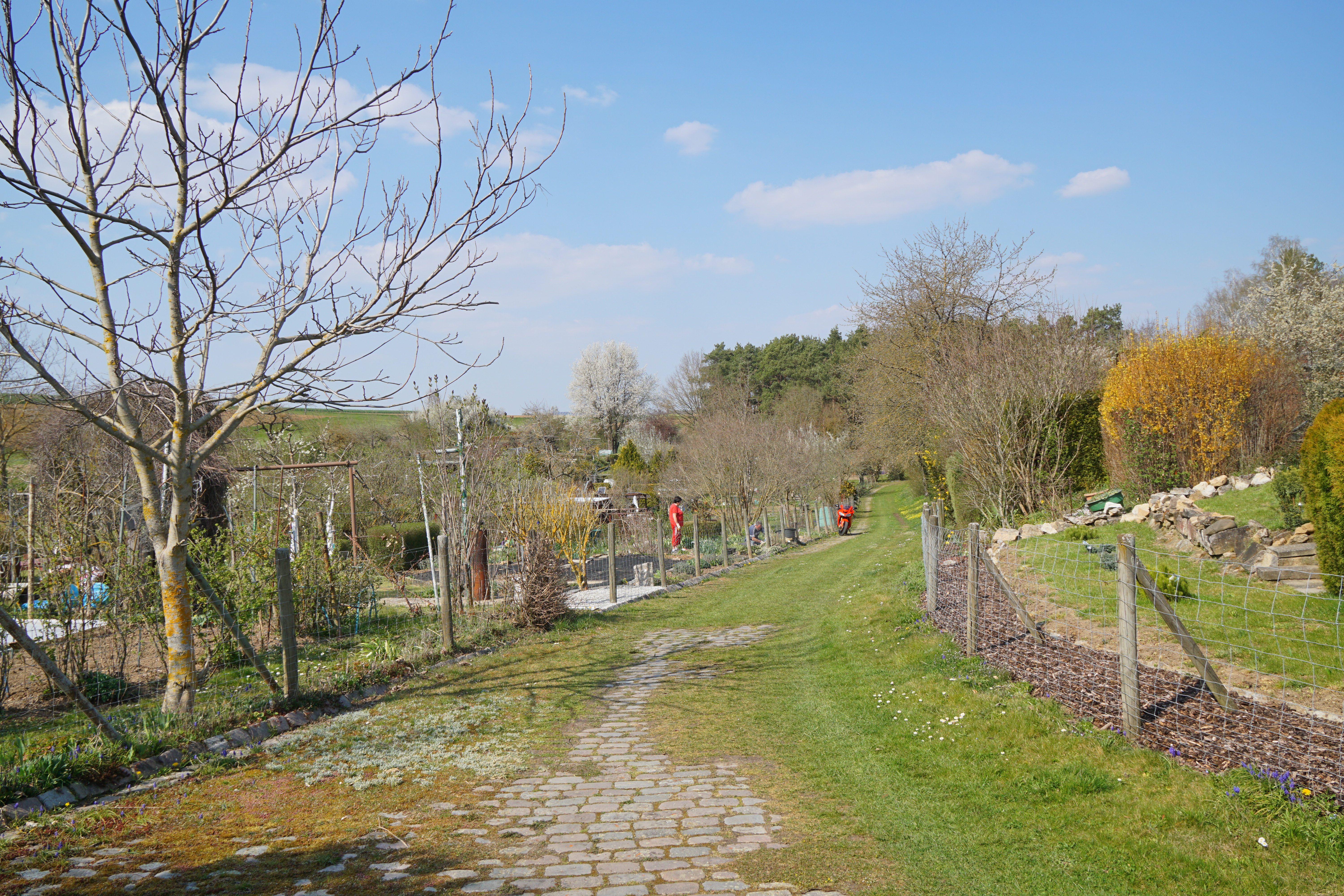
Kleingartenanlage Molte
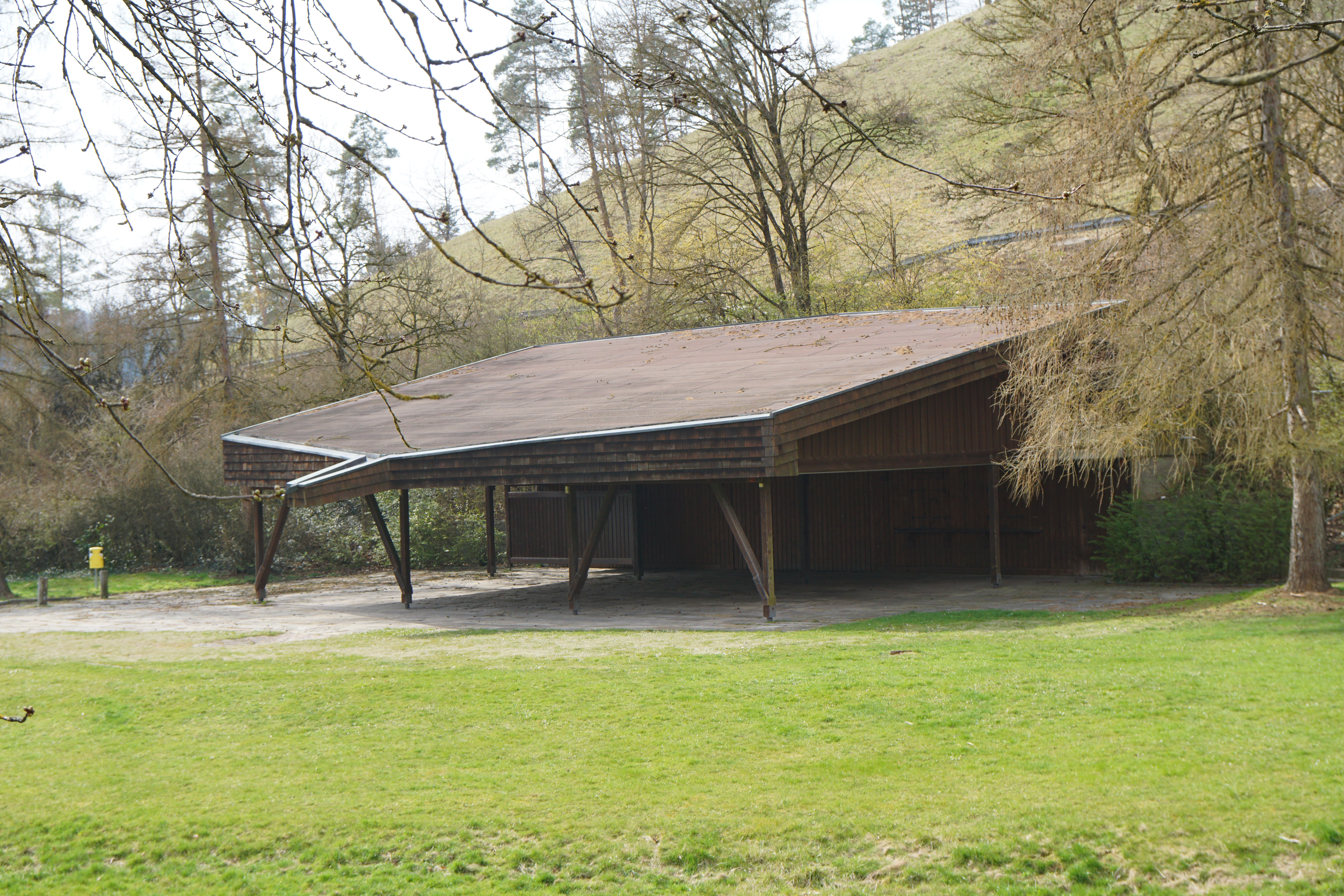
Festhütte im Löchle

## Geschichte

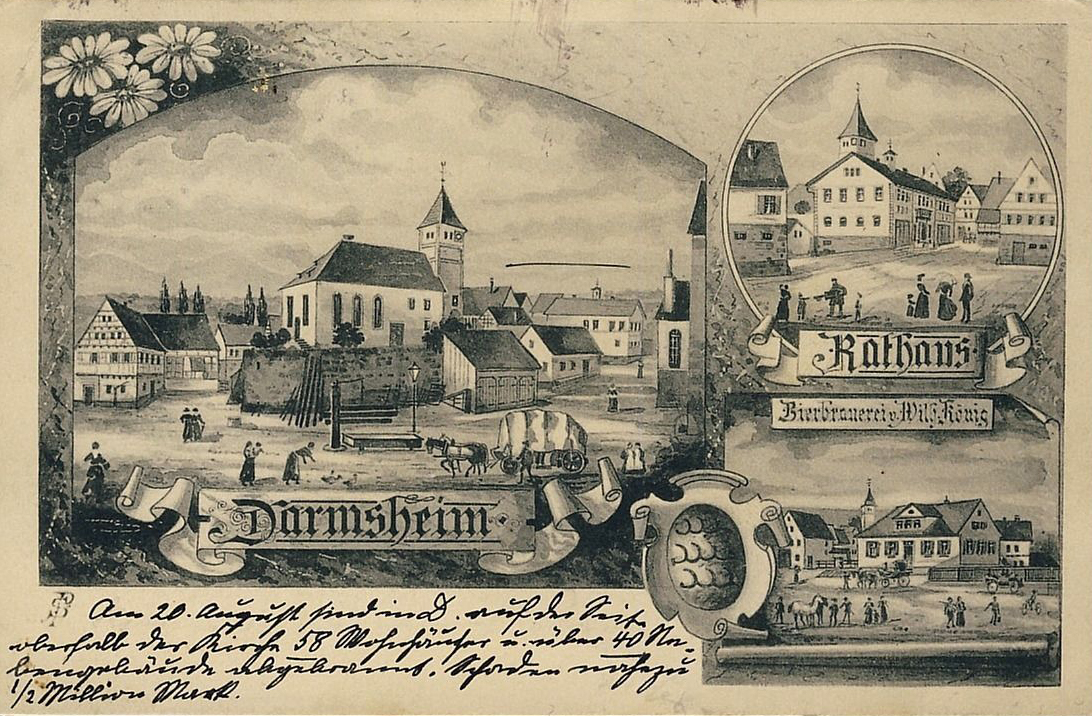
Ansichtskarte von 1905

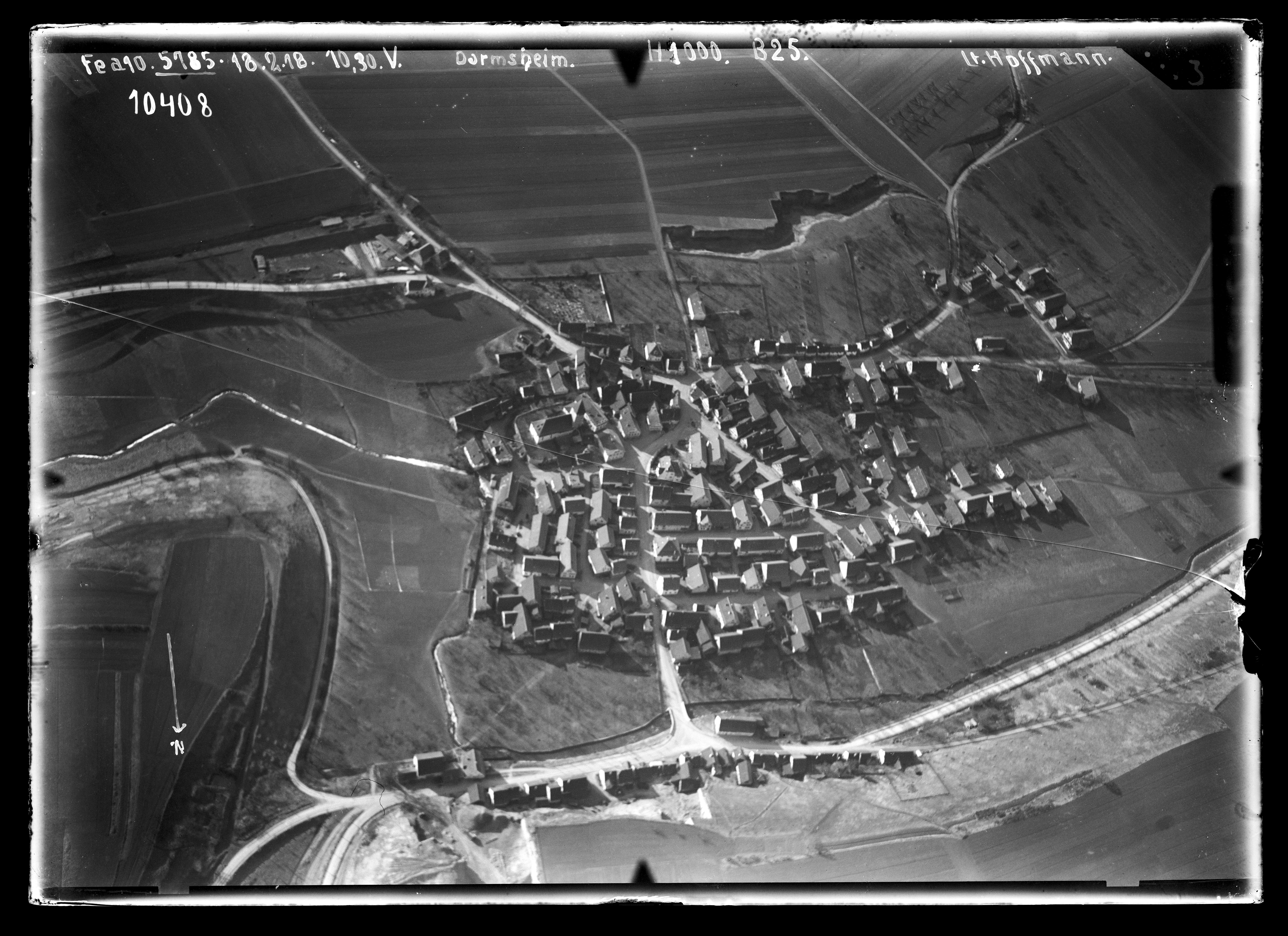
Luftbild der Stadt, Februar 1918

Im 12. Jahrhundert wurde der Ort erstmals erwähnt. Damals gab es einen Ortsadel. Im 13. und bis 14. Jahrhundert hatten die Grafen von Tübingen (mit den Linien Tübingen-Herrenberg und Tübingen-Böblingen) die Herrschaft über Darmsheim.
Die weitere Geschichte bis ins 19. Jahrhundert wird hier als Übersicht wiedergegeben:
- 1344/1382 Erwerb durch Württemberg
- 1436 wurde Darmsheim zum Besitz der Fürstin Mechthild von der Pfalz.
- 17. Jahrhundert: Die Zerstörungen im Dreißigjährigen Krieg halbierten die Einwohnerzahlen auf ca. 450, erst im 19. Jahrhundert wurde wieder eine Zahl von 1.000 Einwohnern erreicht.
- 1850 hatte Darmsheim 969 evangelische und vier katholische Einwohner, die in 202 Haupt- und 100 Nebengebäuden lebten und arbeiteten.[2]

Ein einschneidender Tag in der Dorfgeschichte war der 20. August 1907: Der „Große Brand“ zerstörte 143 Gebäude, und 58 Familien wurden obdachlos. Der Ort konnte aber durch die Unterstützung aus dem ganzen Deutschen Kaiserreich wiederaufgebaut werden. Die Gemeinde gehörte weiterhin zum Oberamt Böblingen – später Landkreis. Am 1. September 1971 erfolgte im Zuge der Gemeindereform die Eingemeindung nach Sindelfingen.

## Infrastruktur
Darmsheim liegt in unmittelbarer Nähe der Industriestandorte Sindelfingens und Böblingens. Namentlich „der Daimler“ hat enormen Arbeitskräftebedarf und bringt so Beschäftigung und Wohnungssuchende. Negative Begleiterscheinung ist der starke Berufsverkehr – speziell beim Schichtwechsel: eine Hauptroute Richtung Schwarzwald (Landkreis Calw) ist die L 1182, die durch den Ort führte. Eine Umgehungsstraße wurde lange herbeigesehnt und blieb lange im und schon vor dem Planungsstadium stecken. 2006 erfolgte der erste Spatenstich für die Nordumfahrung mit Tunnel. Für einige Jahre blieb es beim Bau einer kleinen Brücke. Im Jahr 2015 begann der Bau der Umgehungsstraße und des 460 m langen Tunnels, der am 20. Januar 2016 durchschlagen wurde. Am 18. Mai 2018 konnte die Strecke für den Verkehr freigegeben werden.

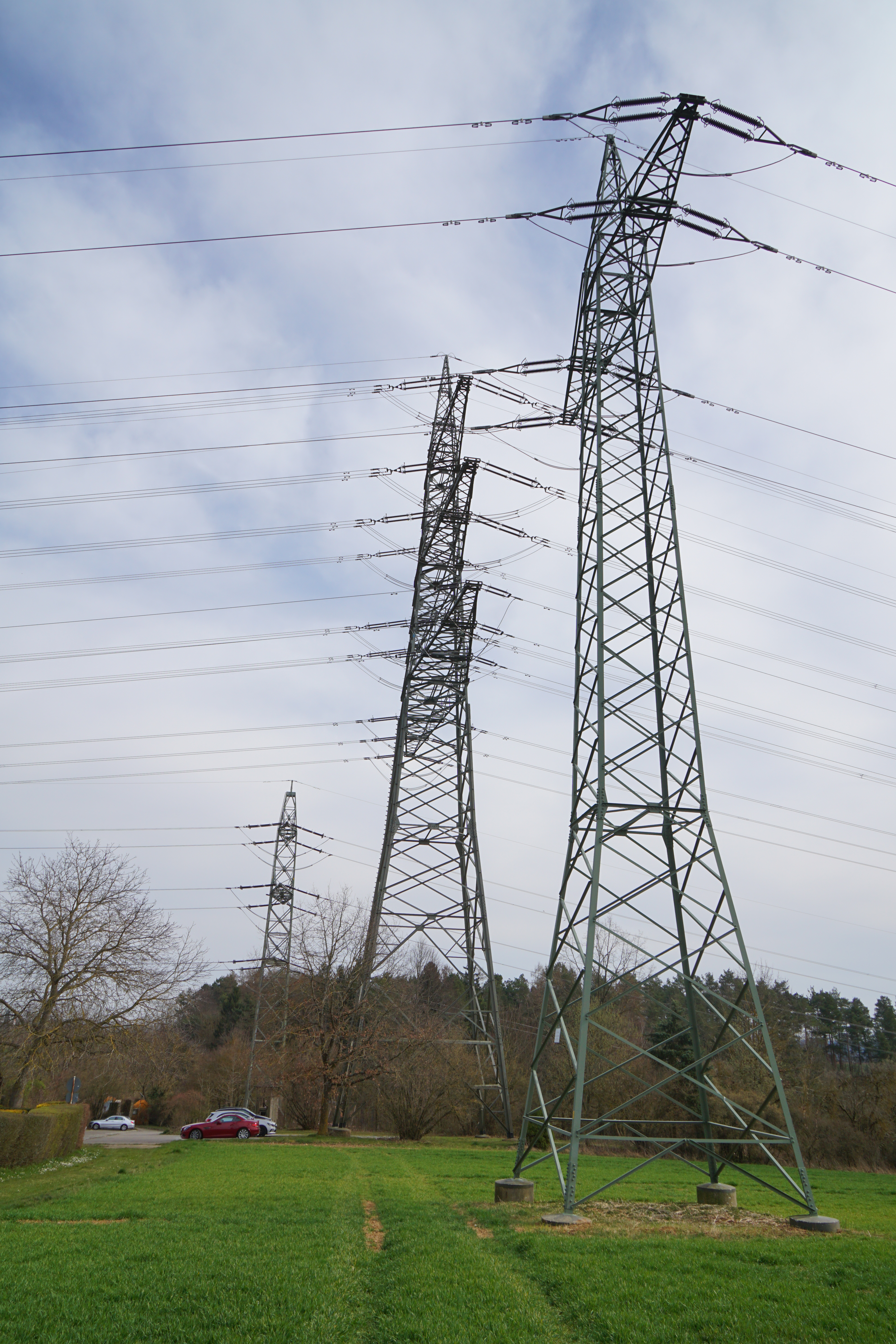
Von vorne nach hinten Bahnstrommast 7581, Anlage 318, Mast 58 und Anlage 4508, Mast 119

Westlich von Darmsheim verlaufen drei Hochspannungsleitungen, unter anderem die 1929 fertiggestellte Hochspannungsleitung Hoheneck-Herbertingen, ein Teil der Nord-Süd-Leitung.

## Kultur und Sehenswürdigkeiten

### Regelmäßige Veranstaltungen
- Der Darmsheimer Töpfermarkt gilt als einer der Größten in Baden-Württemberg. Er lockt jährlich mehr als 35.000 Besucher an.
- Das von der Freiwilligen Feuerwehr organisierte Darmsheimer Sonnwendfeuer war – wie auch das Darmsheimer Seenachtsfest – eines der größten Feste Darmsheims und lockte jedes Jahr mehrere Tausend Besucher an. Das Darmsheimer Sonnwendfeuer war eines der letzten Sonnwendfeuer der Region. Im Jahr 2022 fand, nach einer Corona-Pause, das bislang letzte Darmsheimer Sonnwendfeuer statt. Als Grund werden der zu hohe Aufwand und die Auflagen genannt[7].